# Macha Méril
Macha Méril, születési nevén Marija-Magdalina Vlagyimirovna Gagarina hercegnő, oroszul: Мари́я-Магдали́на Влади́мировна Гага́рина, (Rabat, Francia-Marokkó, 1940. szeptember 3. –), az orosz Gagarin családból származó hercegnő, francia színésznő, írónő, filmproducer. Művésznevében a „Macha” (francia kiejtése Mása), utal eredeti orosz keresztneve, a Marija becézett formájára.

## Élete

### Származása
1940-ben született a marokkói francia protektorátus fővárosában, Rabatban. Szülei az 1917-es forradalom után emigráltak Oroszországból. Apja Vlagyimir Anatoljevics Gagarin herceg (1888–1946), aki Marokkóban citrom-ültetvényesként gazdálkodott. Anyja Gagarin herceg második felesége, Marija Vszevolodna Belszkaja az Orosz Birodalom Kijevi kormányzóságának egyik ukrán nemesi famíliájából származott, életrajzi jellegű regényét a franciaországi emigrációban Marie Gagarine néven adták ki. Az apa testvérbátyja, Marija-Magdalina nagybátyja Anatolij Anatoljevics Gagarin herceg (1876–1954) volt, a cári gárdalovasság ezredese, a polgárháborúban a fehér hadsereg tisztje. A Gagarin fivérek anyai nagyapja, Marija-Magdalina dédapja Vlagyimir Alekszandrovics Szollogub gróf, cári főhivatalnok, költő, prózaíró, drámaíró (1813–1882) volt.
Apja halála után anyjával Párizsba költözött, ahol elvégezte az általános iskolát és a gimnáziumot, majd a Sorbonne-on irodalomtörténetet tanult. Párizsban színművészetet tanult, majd 1960–1963 között New Yorkban Lee Strasberg műhelyszínházában, az Actors Studióban tanult és játszott.

### Színészi pályája
Első filmes főszerepét 1959-ben kapta Gérard Oury La main chaude c. filmjében. Négy évvel később már első hollywoodi filmszerepét forgatta Daniel Mann Who’s Been Sleeping in My Bed? című romantikus komédiájában, Dean Martin és Martin Balsam társaságában. 1964-ben sikerrel szerepelt André Cayatte rendező kétrészes filmdrámájában, a Házaséletben (eredeti címén Françoise és a házasélet), és folytatásában, a Jean-Marc, avagy a házaséletben, amely ugyanazt a zűrös házastársi-családi kapcsolatrendszert a két főszereplő eltérő szemszögéből mutatja be.

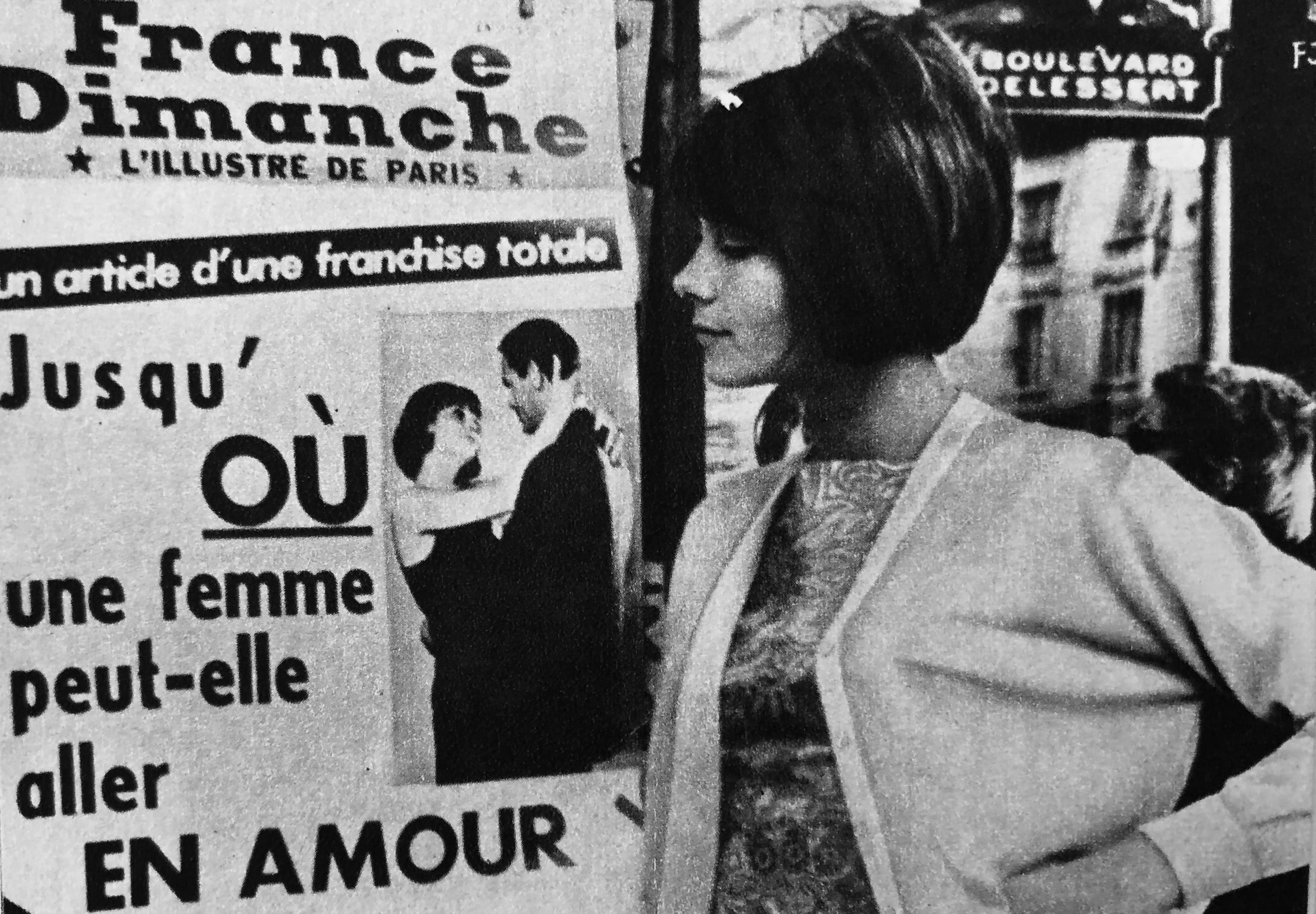
Az Egy férjes asszony c. Godard-film plakátja előtt (1964)

A nagy áttörést és az országos ismertséget 1964-ben Jean-Luc Godard Egy férjes asszony című filmdrámája révén szerezte, ahol két semmirevaló férfi, egy agresszív fér (Philippe Leroy) és egy léha szerető (Bernard Noël) között vergődő asszonyt alakított. Teljesítményéért megkapta az év legjobb kezdő színésznőjének járó Suzanne Bianchetti-díjat. A nyugatnémet–jugoszláv koprodukcióban, Karl May regényéből készült 1965-ös Olajherceg című westernfilmben az egyik főszerepet, Lizzyt, a vagány telepeslányt játszotta, Pierre Brice (Winnetou), Stewart Granger (Old Surehand) és Terence Hill (Mr Forsythe) sztárcsapatban. 1968-ban megalakította saját filmgyártó vállalatát, a Machafilmet.
1975-ben főszerepet játszott Dario Argento véres horrorfilmjében, a Mélyvörösben. 1976-ban Rainer Werner Fassbinder rendező thrillerfilmjében, a Kínai rulettben játszott. 1981-ben szerepelt Claude Lelouch rendező Egyesek és mások filmdrámájában. 1986-ban Agnès Varda rendezőnő Sem fedél, sem törvény című társadalmi filmdrámájában alakította az egyik főszerepet, Madame Landier mezőgazdász professzornőt, akit egy út szélén megfagyott hajléktalan nő (Sandrine Bonnaire) halálának ügyében szemtanúként hallgatnak meg. Alakításáért a legjobb női mellékszereplőnek járó César-díjra jelölték. 1991-ben az egyik fontos szerepet, az orosz emigráns Malikoffnét alakította Szabó István Találkozás Vénusszal című filmszatírájában. 2000-ben a „Megszentelt tűz” (Feu sacrée) című produkcióval nemzetközi irodalmi színházi turnén szerepelt, ahol George Sand írónőt alakította. Sand műveinek szövegét adta elő Chopin zenéjével aláfestve.

### Magánélete, közéleti tevékenysége

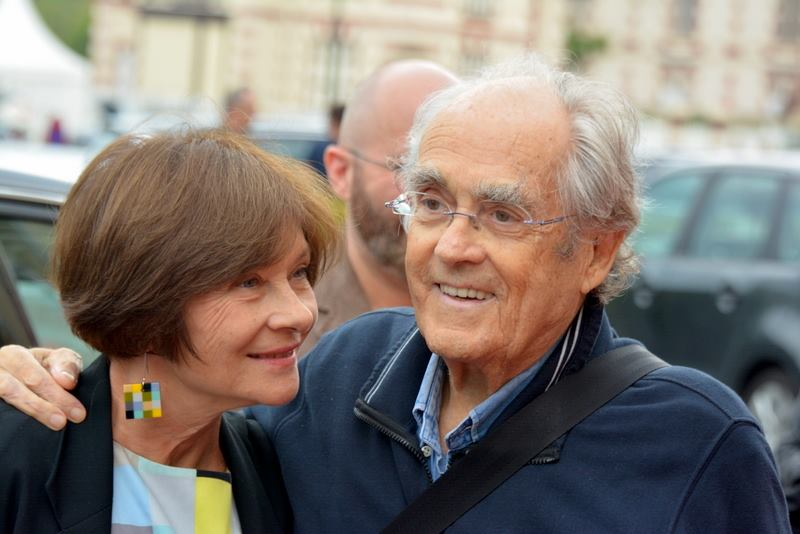
Második férjével, Michel Legrand-nal a 2015-ös cabourg-i filmfesztiválon

Élettársától, Gian Vittorio Baldi (1930-2015) olasz író-rendező-producertől 1966. október 18-án Rómában született egy fia, Gianguido Baldi. 1969. október 9-én a szülők összeházasodtak, de 1978-ben el is váltak. Gianguido Baldi később olasz színész lett.
Második házasságát 2014. szeptember 18-án kötötte Michel Legrand (1932-2019) francia színész-zeneszerzővel, akinek Méril a harmadik felesége lett. Legrand 2019 januárjában elhunyt, Méril nem ment újra férjhez (2023).
A 2002-es franciaországi elnökválasztási kampányban nyilvánosan a Szocialista Párti Lionel Jospint támogatta, 2007-ben pedig az első női elnökjelöltet, a szocialista párti Ségolène Royalt.

## Irodalmi művei
Első művét 1982-ben adták ki. Regényeinek egy része önéletrajzi jellegű, más műveinek középpontjába a női szerepeket állítja, a családban, emberi kapcsolatokban és a társadalomban. 2021-es „Vani, Vassia…” c. ben regényében emigráns orosz arisztokraták leszármazottainak sorsát dolgozza fel. Több szakácskönyvet is írt. 1991-ben Méril előszót írt édesanyjának, az ukrán születésű Marija Vszevolodna Bjelszkajának, Gagarin hercegnének önéletrajzi jellegű regényéhez, a Blonds étaient les blés d’Ukraine-hez, melyet Marie Gagarine írói néven adott ki.
- 1982: La star
- 1997: J’aime pas
- 1999: Joyeuses pâtes
- 1999: Moi j’en riz
- 1999: Haricots-ci, haricots-là: 200 recettes
- 2002: En tête à tête avec Colette
- 2004: Si je Vous disais
- 2006: Ce soir, c’est ta fête
- 2007: Sur les pas de Colette
- 2009: Ricochets
- 2011: Jury
- 2011: C’est prêt dans un quart d’heure
- 2012: Ce qu’il voulait
- 2012: L’esprit au féminin (társszerző: Christian Moncelet)
- 2013: Un jour, je suis morte
- 2014: Biographie d’un sexe ordinaire
- 2014: L’amour dans tous ses états
- 2014: Patati, patata… trois petits tours et puis ça va
- 2015: Mille regrets
- 2016: Arithmétique de la chair
- 2017: Love. Baba
- 2017: Michel et moi
- 2018: Les mots des hommes
- 2021: Vania, Vassia et Sonia, la fille de Vassia
- 2022: L’homme de Naples
- 2023: La grille du palazzetto

## Főbb filmszerepei
- 1960: La main chaude; Yvette
- 1962: A hazug lány (Adorable menteuse); Sophie
- 1962: Az Oroszlán jegyében (Le signe du lion); szőke lány
- 1962: Le repos du guerrier; Raphaële
- 1963: Who’s Been Sleeping in My Bed?; Jacqueline Edwards
- 1964: Házasélet (Françoise ou La vie conjugale); Nicole
- 1964: Jean-Marc, avagy a házasélet (Jean-Marc ou La vie conjugale); Nicole
- 1964: Egy férjes asszony (Une femme mariée); Charlotte
- 1964: Les petites demoiselles; tévéfilm; Caroline
- 1965: Az olajherceg (Der Ölprinz); Lizzy
- 1965: Ólomglória (Der Fall Han van Meegeren); tévéfilm; Tineke van Meegeren
- 1966: L’espion; Frieda Hoffmann
- 1967: A nap szépe (Belle de jour); Renee
- 1967: L’horizon; Elisa
- 1967: Sarokba szorítva (Au pan coupé); Jeanne Delaître
- 1968: L’auréole de plomb; tévéfilm; Tineke van Meegeren
- 1968: Ne jouez pas avec les Martiens; Maryvonne Guéguen
- 1970: L’amore coniugale; Leda Pataneo
- 1971: Siamo tutti in libertà provvisoria; Gisella
- 1972: Nem együtt öregszünk meg (Nous ne vieillirons pas ensemble); Françoise
- 1972: La notte dei fiori; Macha
- 1974: Les Chinois à Paris; Madeleine Fontanes
- 1974: Amore mio non farmi male; Linda De Simone
- 1975: Mélyvörös (Profondo rosso); Helga Ulmann
- 1975: L’ultimo giorno di scuola prima delle vacanze di Natale; Egle
- 1975: L’ultimo treno della notte; finom úriasszony
- 1975: L’uomo dei venti; tévéfilm; Anna
- 1975: A békesség kora (L’età della pace); Elsa
- 1975: Son tornate a fiorire le rose; Linda De Simone
- 1976: Kínai rulett (Chinesisches Roulette); Traunitz   - - -     Rainer Werner Fassbinder
- 1997: Peccatori di provincia; Vincenzina Lo Curcio
- 1977: Una donna di seconda mano; Clelia
- 1977: Delirio d’amore; Bianca
- 1978: Menj a mamához, a papa dolgozik (Va voir maman, papa travaille); Marianne
- 1978: Robert és Robert (Robert et Robert); Agathe
- 1978: Il y a encore des noisetiers; tévéfilm; Jacqueline Perret-Latour
- 1978: Rock ’n’ Roll; Annalisa
- 1978: Tanto va la gatta al lardo…; Vera
- 1979: Morte a passo di valzer; tévé-minisorozat; Lady Flora Drayton
- 1979: Le rose di Danzica; tévé-minisorozat; Elvira
- 1979: La promessa; tévésorozat; Signora Heller
- 1980: Gyengéd unokatestvérek (Tendres cousines); Agnès
- 1981: Mostohaapa (Beau-père); a háziasszony
- 1981: Egyesek és mások (Les uns et les autres); Magda Kremer
- 1981: Maigret felügyelő (Les enquêtes du commissaire Maigret), tévésorozat; Lucie Decaux
- 1981: Le bonheur des tristes; tévéfilm; Madeleine
- 1981: La felicità; tévé-minisorozat; több szerepben
- 1982: Le crime d’amour; Jeanne Bontemps / Odette Dumont
- 1983: Végzetes kaland (Mortelle randonnée); Madeleine
- 1983: Lettres du bagne; tévéfilm; Anne-Marie Gavrinis
- 1983: Au nom de tous les miens; mozifilm; Martin anyja
- 1981: Egyesek és mások (Les uns et les autres); tévé-minisorozat; Magda Kremer
- 1983: A nagy karnevál (Le grand carnaval); Armande Labrouche
- 1984: Les fauves; Sylvia
- 1985: A csajok (Les nanas); Françoise
- 1985: A gag királyai (Les rois du gag); Jacqueline
- 1985: Au nom de tous les miens; tévé-minisorozat; Martin anyja
- 1985: L’homme de pouvoir; tévéfilm; Carole Cerf-Lebrun
- 1985: Sem fedél, sem törvény (Sans toit ni loi / Vagabond); Madame Landier professzor
- 1985: Colette; tévé-minisorozat; Colette
- 1986: Egyszemélyes duett (Duet for One); Anya
- 1986: Macho; tévéfilm; Anne-Marie Dutuillel
- 1988: L’éloignement; tévéfilm; Denise
- 1989: A kígyólány (La vouivre); La Rodinet
- 1989: Laura und Luis; tévésorozat; Viscida
- 1986–1989: Lance et compte; tévésorozat; Maroussia Guilbault
- 1991: A sirályok (Les mouettes); tévéfilm; Madame Rose
- 1991: Money; tévéfilm; Madame Varles
- 1991: Egyszerű történet (Una storia semplice); Roccella anyja
- 1991: Találkozás Vénusszal (Meeting Venus); Miss Malikoff
- 1992: Halleves (Zuppa di pesce); Caterina
- 1992: L’élixir d’amour; tévéfilm; Madame Sabodet
- 1992: Látomások (Double Vision); tévéfilm; Mrs. Perfect
- 1992: Marie-Galante; tévé-minisorozat; Macha
- 1993: L’éternel mari; tévéfilm; Claudia Pogoretz
- 1993: Berlin ’39; Madame Vic
- 1993: Le Don; tévéfilm; Margherita
- 1994: Délit mineur; Madeleine
- 1994: Voyage en Pologne; tévéfilm; Jeanne
- 1994: Kutya úr (Ho un segreto con papà); tévéfilm; névtelen szerep
- 1996: Le crabe sur la banquette arrière; tévéfilm; Catherine
- 1998: Író és hős (A Soldier’s Daughter Never Cries); Madame Beauvier
- 1996–1998: L’histoire du samedi; tévésorozat; több szerepben
- 1999: A szenvedély vihara (Tramontane); tévé-minisorozat; Bianca
- 2000: Le sciamane; az anya
- 2001: Un citronnier pour deux; tévéfilm; Hélène
- 2001: Partvidéki szerelmesek (Méditerranée); tévésorozat; Carla Valbonne
- 2003: Belle Grand Mère – „La Trattoria”; tévéfilm; Joséphine / Babou
- 2003: Rien ne va plus; tévéfilm; Virginie Maurel de Ronchard
- 2003: L’agence coup de coeur; tévésorozat; Jeanne
- 2004: Clochemerle; tévéfilm; Alphonsine de Courtebiche bárónő
- 2004: Le fond de l’air est frais; tévéfilm; Jacqueline
- 2004: Famille je vous haime; tévéfilm; Jacqueline
- 2006: Gigi kisasszony (Mademoiselle Gigi); tévéfilm; Mamita
- 2006: C’est arrivé dans l’escalier; tévéfilm; Melle de Tassigny
- 2007: René Bousquet ou Le grand arrangement; tévéfilm; Evelyne Baylet
- 2009: Bulldogbirodalom (Trésor); Madame Girardon
- 2010: Les nuits d’Alice; tévéfilm; Bettina
- 2012: Climats; tévéfilm; Henriette Marcenat
- 2012: À dix minutes des naturistes; tévéfilm; Suzy
- 2012: A boldogság sosem jár egyedül (Un bonheur n’arrive jamais seul); Fanfan Keller
- 2012: Malgré-elles; tévéfilm; Alice Fabre
- 2013: Doc Martin; tévésorozat; Bernadette Derville
- 2013: Le bal des secrets; tévé-minisorozat; Rose
- 2014: A hírnév ára (La rançon de la gloire); Oona Chaplin (hang)
- 2014: La Trouvaille de Juliette; tévéfilm; Juliette
- 2016: Alliances rouge sang; tévéfilm; Béatrice
- 2017: A magas ősz férfi társat keres (Un profil pour deux); Marie
- 2019: L’enfant que je n'attendais pas; Christine
- 2020: Belle belle belle; tévéfilm; Lili
- 2021: La dernière partie; tévéfilm; Louise